# Рамон Беренгер I (граф Барселоны)
Рамо́н (Раймо́н) Беренге́р I Ста́рый или Дре́вний (кат. Ramon Berenguer II el Vell, исп. Ramón Berenguer II el Viejo; 1023 — 26 мая 1076) — граф Барселоны, Жироны с 1035, Осоны с 1054, Каркассона и Разе с 1067. Сын Беренгера Рамона I Горбатого, графа Барселоны, и Санчи Кастильской.
Он был первым каталонским правителем, расширившим свои владения за Пиренеи. Прозвище Старый получил из-за того, что признавался своими преемниками первым (самым старшим) из графов Барселоны, поскольку именно при нём правители Барселоны окончательно заняли главенствующее положение в Каталонии.

## Биография

### Правление
После смерти отца в 1035 году Рамон Беренгер в одиннадцатилетнем возрасте согласно его завещанию унаследовал графства Барселону и Жерону до реки Льобрегат. Младший брат Рамона Санчо Беренгер получил графство Пенедес с городом Олердола, включавшее земли от Льобрегата до владений мусульман. И, наконец, вторая жена графа Беренгера Рамона I, Гисла (Гизела) де Льюса, и сын от этого брака Гильермо Рамон получили графство Осона, но только до тех пор, пока Гисла не выйдет повторно замуж.
Согласно завещанию младшие братья должны были находиться под верховной властью и защитой старшего брата, Рамона Беренгера. Поскольку все наследники были несовершеннолетними, то опекуншей стала мать их отца Эрмезинда де Комменж, обладавшая до 1041 года всей полнотой власти в графствах.
Став совершеннолетним, Рамон Беренгер первые годы своего правления был вынужден вести борьбу против Эрмезинды, которая, укрепившись в Жироне, продолжала удерживать в своих руках большую часть наследственных владений Рамона. Для того, чтобы сломить её сопротивление, Рамон смог привлечь на свою сторону знать, добившись от неё письменной клятвы верности.
В итоге власть Эрмезинды пала, а Рамон смог захватить не только Жирону, но и графство Пенедес (в 1050 году), владельцем которого считался его брат Санчо, постригшийся в монахи. А после того, как его мачеха Гисла в 1054 году вышла замуж вторично, Рамон приобрёл и Осону, вновь объединив в одних руках все отцовские владения.
Рамон Беренгер успешно воевал против мавров. Особенно далеко он смог расширить свои владения к западу, где был захвачен Барбастро. Кроме того, многие мусульманские правители, в том числе и эмир Сарагосы, платили Рамону Беренгеру дань. Полученные деньги привели к возникновению первой волны расцвета Каталонии.
Стало ощущаться влияние Барселоны и на средиземноморском побережье. Ещё одним направлением, куда Рамон Беренгер стремился расширить своё влияние, была Окситания. Благодаря своим бракам он породнился с окситанской знатью, создав предпосылки для расширения барселонских владений за Пиренеи. Кроме того при первой возможности Рамон Беренгер старался приобрести различный феоды в Окситании, скупая их. А после смерти в 1067 году не оставившего детей графа Каркассона и Разе Раймона Роже II сестра покойного графа, Ирменгарда, которая по завещанию была основной наследницей, чтобы защититься от претензий графов Фуа, продала не позднее 1071 года права на графства Каркассон и Разе Рамону Беренгеру.
В итоге к моменту смерти Рамона Беренгера в руках графов Барселоны оказались графства Барселона, Жерона, Осона, Манреса и Панадес в Каталонии, Каркассон и Разе в Окситании, а также различные феоды в графстве Тулуза, Манербе, Нарбонне, Комменже, Сабере и во владениях графов Фуа. Кроме того, его вассалами были различные правители в Таррагоне.
В 1053 году Рамон Беренгер похитил жену графа Тулузы Понса Альмодис де Ла Марш и на корабле, предоставленном союзником графа, эмиром Тортосы, силой увез её из Нарбонны. Несмотря на то, что Альмодис была замужем, незамедлительно состоялась свадьба. В 1056 году папа Виктор II объявил их брак незаконным и отлучил супругов от церкви, однако Альмодис так и осталась с Рамоном Беренгером, родив ему четырёх детей.
Ко времени правления Рамона Беренгера I также относят начало кодификации Каталонского права. Составленный 1058 году кодекс Usatici или Lex usuaria (кат. Usatges, Обычаи) стал первым сводом феодальных законов в Западной Европе, с помощью которого он смог управлять процессом феодализации, начавшимся ещё при его отце. В кодексе была объединена значительная часть юридических обычаев Каталонии. Центральное место в нём занимали положения, на основании которых должны были регулироваться взаимоотношения между каталонскими сеньорами и графом.
Также сильное влияние во время правления Рамона приобрела церковь, которая установила ещё в 1027 году во всей Западной Европе, в том числе в Каталонии, Божий мир, позволивший прекратить конфликты между враждующими партиями и феодалами.
Рамон Беренгер I немало времени уделял и облику своей столицы. Так, он вместе с третьей женой Альмодис де Ла Марш заложил романский кафедральный собор в Барселоне на месте старой базилики, разрушенной, скорее всего, Аль-Мансуром.
Наследником Рамона Беренгера должен был стать Педро Рамон, старший сын от первого брака. Однако опасаясь того, что Альмодис может воспользоваться своим влиянием и склонить мужа к тому, чтобы назначить преемниками её собственных сыновей, он 16 октября 1071 года убил Альмодис. За это он был изгнан из владений отца и отлучён от церкви, а в 1073 году казнён по приговору папы Григория VII.
Согласно завещанию Рамона Беренгера I ему должны были совместно наследовать два сына-близнеца, Беренгер Рамон II и Рамон Беренгер II.

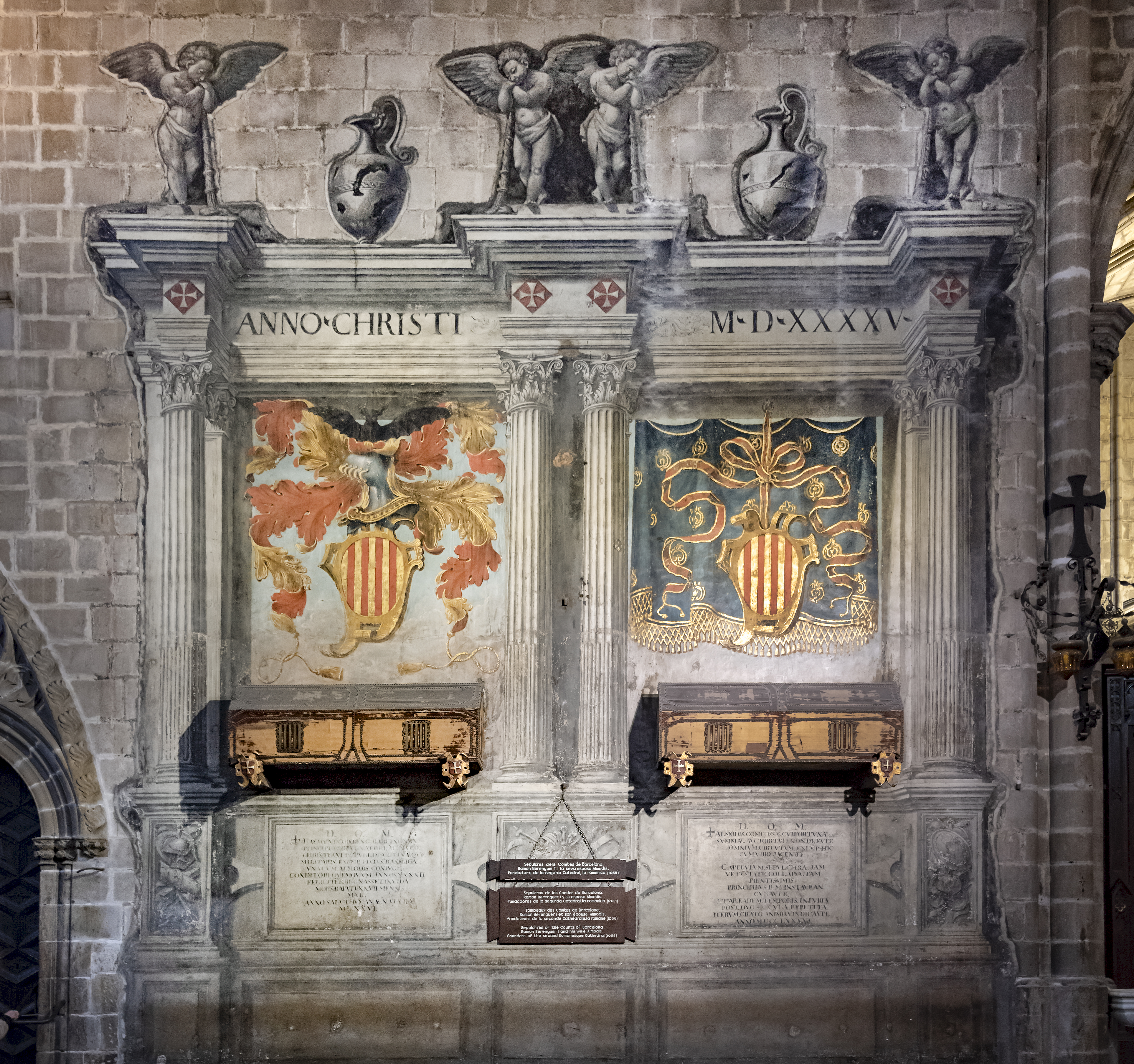
Гробницы Рамона Беренгера I и Альмодис де Ла Марш в кафедральном соборе Барселоны

### Брак и дети
1-я жена: с 14 ноября 1039 года Изабелла де Ним (ок. 1020/1028 — 29 июня 1050), возможно дочь виконта Нима Раймона Бернара I
- Арно (1040/1044 — до 28 мая 1045)
- Беренгер (1041/1045 — до 28 мая 1045)
- Педро (Пере) Рамон (1040/1050 — 1073)

2-я жена: с до 26 марта 1051 года (разв. 1052) Бланка Нарбоннская (ум. после 12 ноября 1076), дочь Лупа Ато Зибероа и Ирменгарды Нарбоннской
3-я жена: с 1053 года Альмодис де ла Марш (ок. 1020 — 16 октября 1071), дочь Бернара I, графа де ла Марш
- Беренгер Рамон II Братоубийца (ок. 1054—1097/1099), граф Барселоны 1076—1097
- Рамон Беренгер II Голова-как-Пакля (ок. 1054—1082), граф Барселоны с 1076
- Арно Пере (ум. до 12 ноября 1076)
- Инес (ок. 1056—1071); муж: с 10 мая 1070 Гиг I (ум. 22 апреля 1075), граф д'Альбон
- Санча (ум. после 1095); муж: с после 12 ноября 1076 Гильермо Рамон I (ум. 1095), граф Сердани